# Strongylopus fasciatus
Strongylopus fasciatus és una espècie de granota que viu a Lesotho, Moçambic, Sud-àfrica, Eswatini, Zàmbia, Zimbàbue i, possiblement també, a Botswana.